# Pfarrhaus (Michaelsbuch)

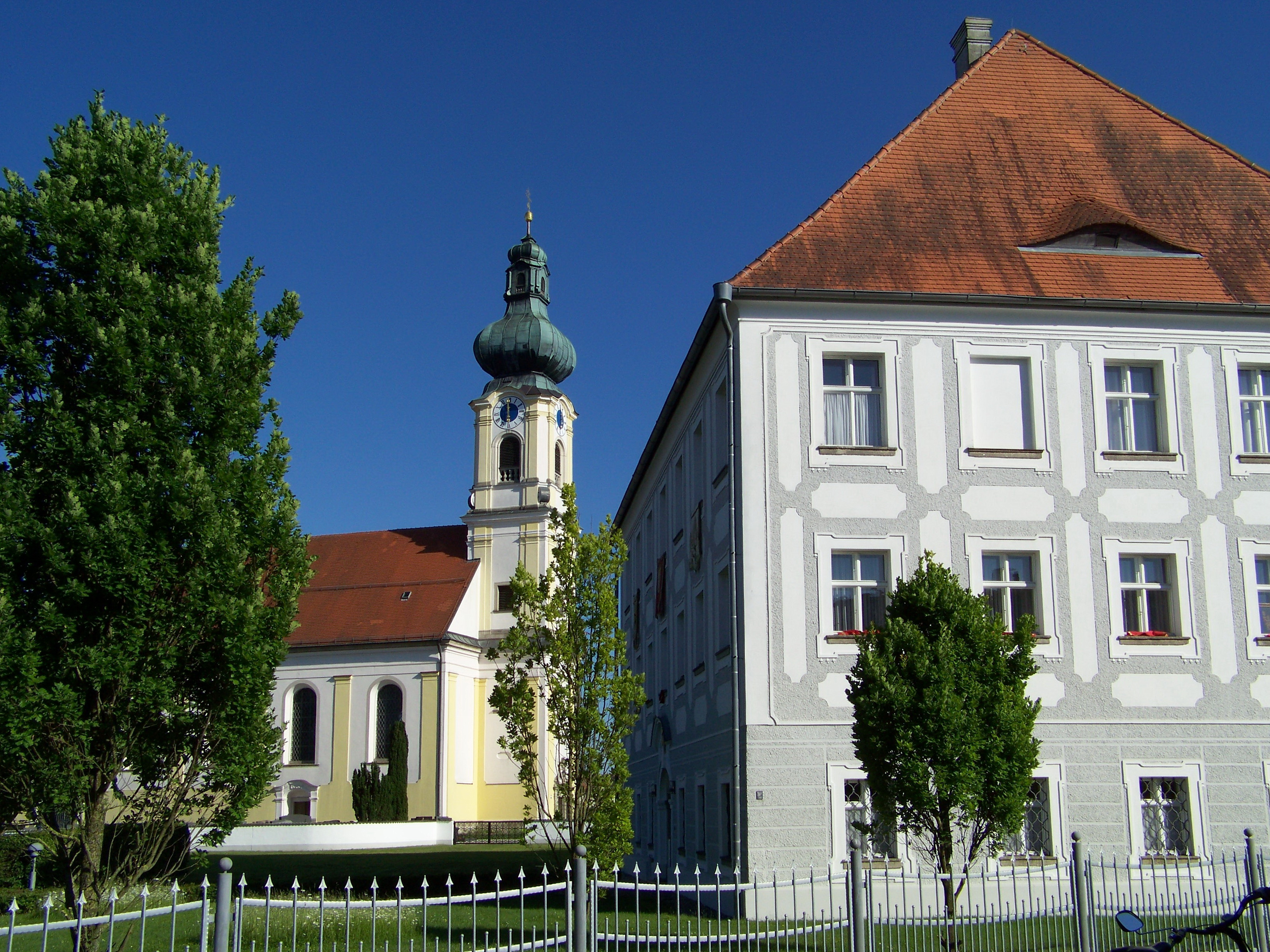
Pfarrhaus in Michaelsbuch, dahinter die katholische Pfarrkirche St. Michael

Das Pfarrhaus in Michaelsbuch, einem Gemeindeteil von Stephansposching im niederbayerischen Landkreis Deggendorf, wurde 1795 errichtet. Das Pfarrhaus an der Gamelbertstraße 18 ist ein geschütztes Baudenkmal.
Der dreigeschossige Walmdachbau mit reicher barocker Fassadengliederung besitzt sechs Fensterachsen. 
Über der Tür ist das Wappen des Abtes Cölestin Stöckl und des Klosters Metten angebracht. Darunter der Spruch „SUB HUIUS UMBRA“ (Unter dessen Schutz und Schirm) und die Jahreszahl „MDCCLXXXXV“ (1795) zu sehen.  